# Louis Diémer
Louis-Joseph Diémer (París, 14 de febrero de 1843 _ París, 21 de diciembre de 1919) fue un pianista y compositor francés. 
Fue el fundador de la Société des instruments anciens y también dio recitales de clavecín. 

## Biografía
Louis Diémer fue alumno de Antoine Marmontel para piano, Ambroise Thomas para composición y François Benoist para órgano, en el Conservatorio de París. Obtuvo, desde los doce años, primeros premios en piano, armonía, acompañamiento, contrapunto, fuga y solfeo, y solo un segundo premio en órgano. Fue considerado un virtuoso, y actuó por todo el mundo, a veces a dúo con el violinista Pablo de Sarasate y otras veces con Jean-Delphin Alard.
Jugó un papel decisivo en la promoción del uso de instrumentos históricos y participó en el redescubrimiento del repertorio para clavecín entonces desconocido, tocando el instrumento, entre otros, en la Exposición Universal de París de 1889. Publicó varias colecciones de piezas para clavecín, siendo los tres primeros volúmenes titulados Les Clavecinistes français du siècle XVIII (1887), y en 1895 fundó la Sociedad de Instrumentos Antiguos (Société des instruments anciens).
El propio Diémer se convirtió en profesor del Conservatorio en 1887 y tuvo entre sus alumnos a Henri Libert, Robert Casadesus, Alfred Cortot, George Enescu, Yves Nat, Georges Dandelot, Marcel Dupré, Alfredo Casella, Lazare Lévy, José Cubiles, Gabriel Jaudoin, Victor Staub , Auguste Pierret y Édouard Risler.
Como compositor, Diémer escribió muchas piezas para piano, música de cámara, melodías y un concierto para piano. En 1888 recibió el Premio Chartier de la Academia de Bellas Artes por su producción de música de cámara.
Ofreció muchas interpretaciones para el duque de Massa en el château de Franconville en Saint-Martin-du-Tertre (Valle del Oise). También residió en este pueblo en su villa, contigua a la iglesia, que incluía un gran parque. Su tumba está en el cementerio de Montmartre.

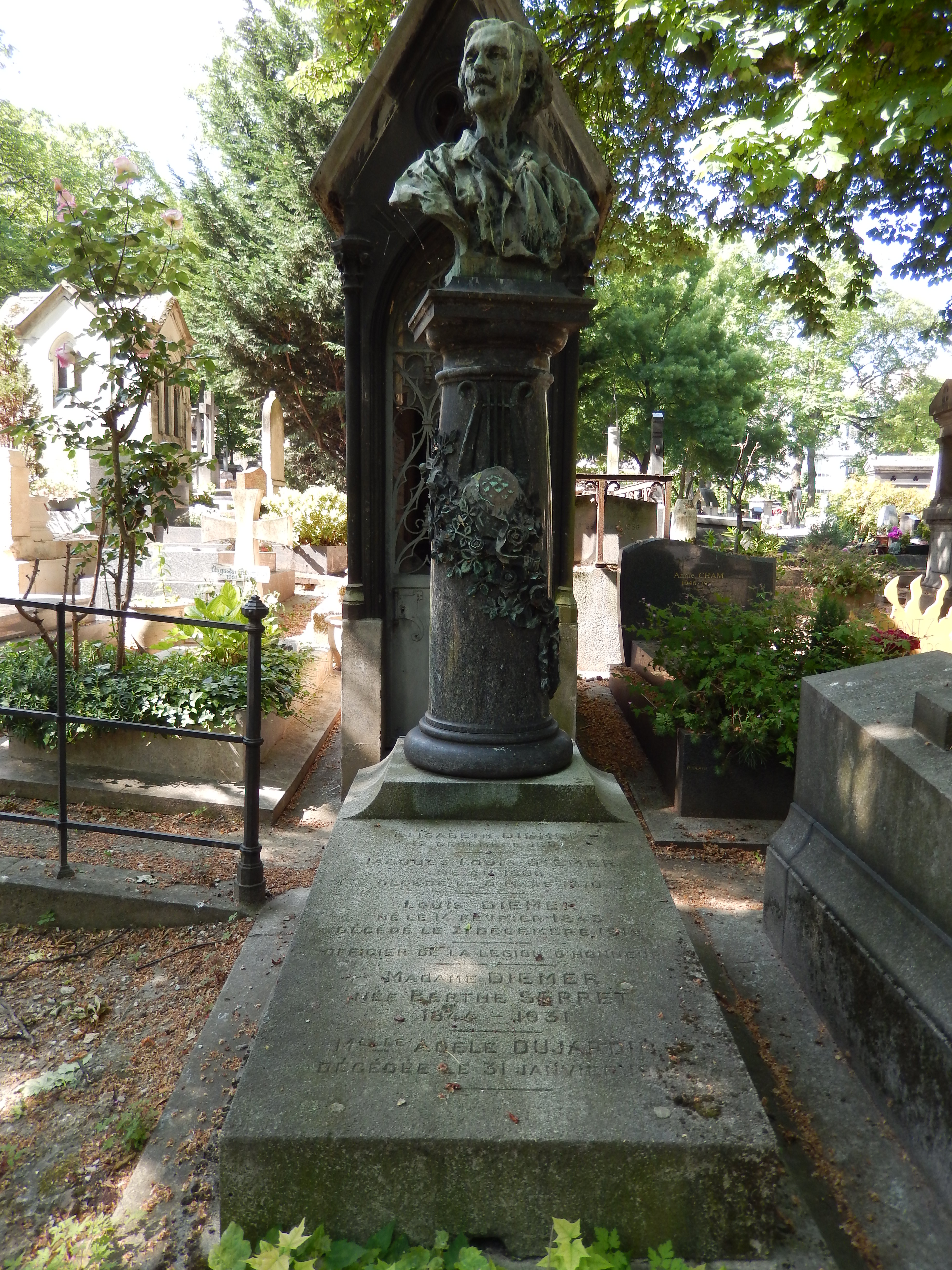
Tumba de Louis Diémer en el cementerio de Montmartre.

## Obras dedicadas a Diémer
Varios compositores dedicaron sus composiciones a Diémer. Entre ellas, están las Variaciones sinfónicas de César Franck, el único Concierto para piano de Jules Massenet, el Concierto para piano n.º. 5 de Camille Saint-Saëns y el Concierto para piano en fa menor de Édouard Lalo.

## Concierto homenaje a Saint-Saëns
En el concierto por el 70 cumpleaños de Camille Saint-Saëns en las arenas de Béziers, en el marco del Théâtre des Arènes, el 2 de septiembre de 1906 se interpretó una obra para dos pianos junto con Saint-Saëns, seguida de la cantata Les Glories de Corneille, la comedia lírica Les mystère de l'Hyménée de Michaud d'Huniac y Nussy-Verdier.

## Grabaciones
Diémer estuvo entre los primeros pianistas en grabar para gramófono. Se dice que sus grabaciones muestran los mejores aspectos de la escuela de piano francesa del siglo XIX: claridad, punto y control en pasajes rápidos y separados y escalas límpidas de pianissimo. Esto atestigua claramente los titulares de Diémer en la prensa francesa como 'el rey de la escala y el trino'. escribiendo: 'La asombrosa precisión de la interpretación [de Diémer], sus legendarios trinos, la sobriedad de su estilo, lo convirtieron en el excelente pianista que todos admiramos'.